# República Socialista de Bòsnia i Hercegovina
La República Socialista de Bòsnia i Hercegovina (en serbocroat: Socijalistička Republika Bosna i Hercegovina, transcrit en ciríl·lic: Социјалистичка Pепублика Босна и Херцеговина) fou un Estat socialista que formava part de la ja extinta República Federal Socialista de Iugoslàvia. És el predecessor de la moderna Bòsnia i Hercegovina.
Aquest estat es va formar durant una sessió de la resistència antifeixista a Mrkonjić Grad el 25 de novembre de 1943. La República Socialista es dissolgué el 1990, quan abandonaren les institucions comunistes i s'aprovà un sistema democràtic. La República de Bòsnia i Hercegovina va declarar-se independent de Iugoslàvia el 1992, fet que desembocà en la Guerra de Bòsnia.
Sarajevo n'era la capital, i ho continuà sent després de la independència.